# Hydra-Galaxienhaufen
| Hydra-Galaxienhaufen                                                         | Hydra-Galaxienhaufen     |
| ---------------------------------------------------------------------------- | ------------------------ |
| Abell 1060                                                                   |                          |
| Aufnahme des Clusters im Röntgenbereich (Chandra-Teleskop, 30. Oktober 1999) |                          |
| Sternbild                                                                    | Hydra                    |
| Position Epoche: J2000.0 Äquinoktium: J2000.0                                |                          |
| Rektaszension                                                                | 10h 36,0m                |
| Deklination                                                                  | −27° 31.5′ 0″            |
| Erscheinungsbild                                                             |                          |
| Winkelausdehnung                                                             | zirka 2°                 |
| Hellstes Mitglied                                                            | NGC 3311                 |
| Physikalische Daten                                                          |                          |
| Rotverschiebung                                                              | 0,012                    |
| Entfernung                                                                   | 176 Millionen Lichtjahre |
| Katalogbezeichnungen                                                         |                          |
| Abell 1060, RX J1036.8-2730,                                                 |                          |

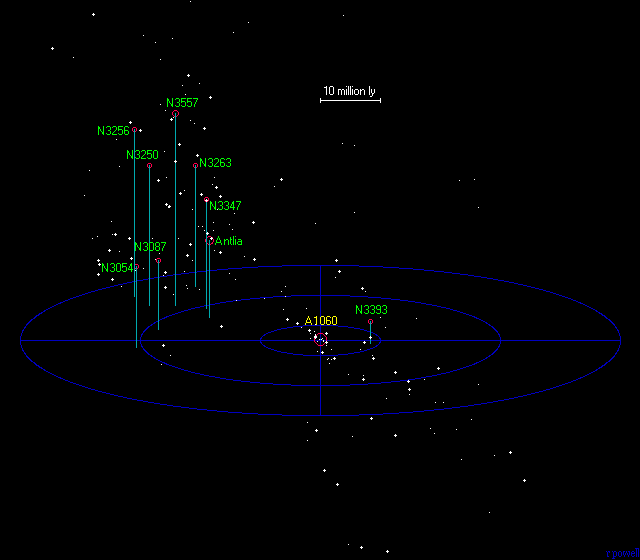
Die Position innerhalb des Hydra-Centaurus-Superhaufens

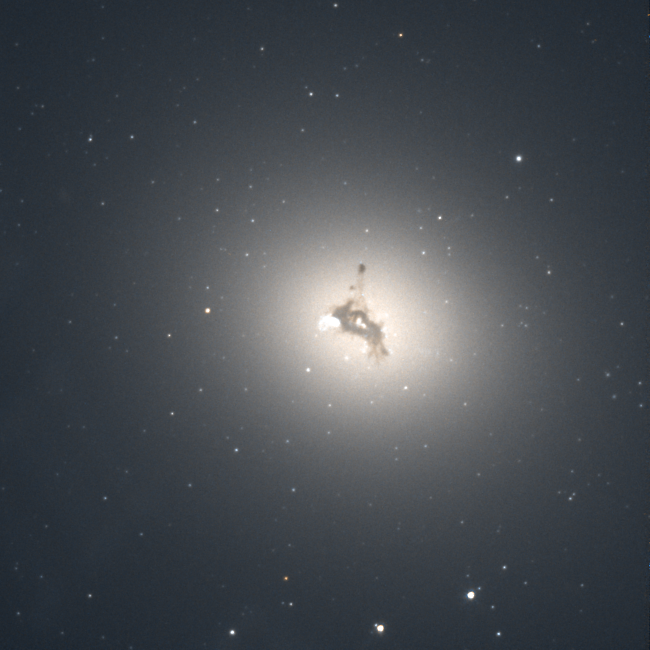
NGC 3311 ist die hellste Galaxie des Hydra-Galaxienhaufens

Der Hydra-Galaxienhaufen oder Hydra-Cluster, im Abell-Katalog als Abell 1060 gelistet, ist ein im Sternbild Hydra gelegener Galaxienhaufen, er ist Mitglied des Hydra-Centaurus-Superhaufens.
Der Hydra-Galaxienhaufen liegt in einer Entfernung von 176 Millionen Lichtjahren und umfasst 157 helle Galaxien.
Er liegt ziemlich isoliert und ist daher nahezu kugelförmig mit den zwei großen, elliptischen Galaxien NGC 3309 und NGC 3311 im Zentrum. Diese und acht weitere sind von John Herschel in den Jahren 1835 und 1836 entdeckt worden, wobei Herschel bereits den Gruppencharakter erkannte.
Die ebenfalls im Bereich des Clusters liegenden Galaxien NGC 3312 und NGC 3314 gehören nicht dazu, sondern sind Teil einer im Vordergrund liegenden Gruppe.
Der Haufen zeigt eine Rotverschiebung von 0,011, was einer Fluchtgeschwindigkeit von 3400 km/s entspricht.